# Мечеть Кара Ахмед-паши

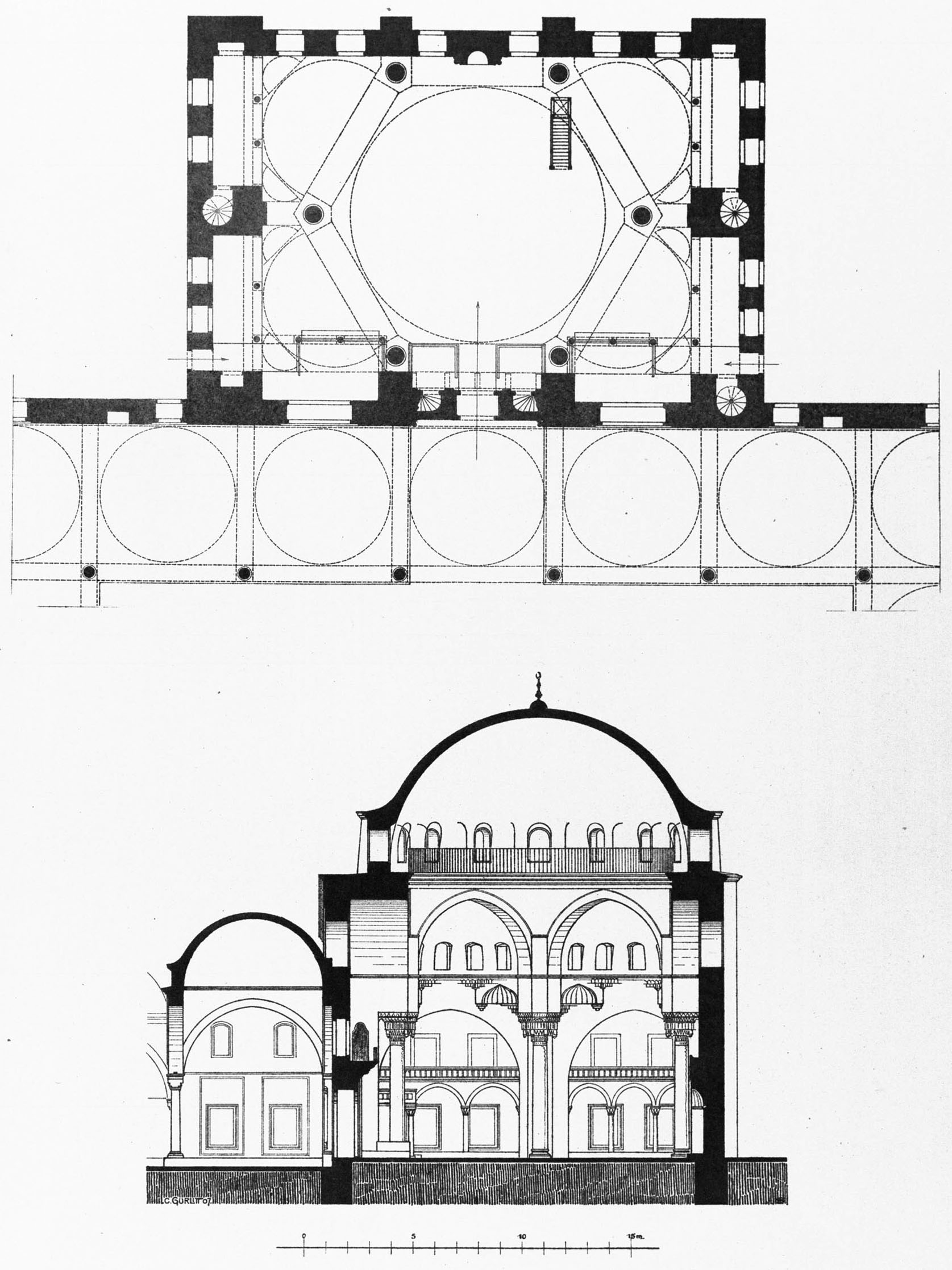
Поперечный разрез и план мечети, опубликованный Корнелиусом Гурлиттом в 1912 году

Мечеть Кара Ахмед-паши (тур. Kara Ahmet Paşa Camii) или мечеть Гази Ахмед-паши (тур. Gazi Ahmed Paşa Camii) — османская мечеть XVI века, располагающаяся у городских стен в Стамбуле (Турция). Она была возведена по проекту главного османского архитектора Мимара Синана, будучи законченной примерно в 1572 году.

## История
Мечеть была построена по заказу Кара Ахмед-паши, который был женат на Фатьме-султан, дочери османского султана Селима I. В 1553 году он стал великим визирем при султане Сулеймане Великолепном, но спустя два года был казнён, будучи удушенным. Планы по возведению мечети в его честь появились ещё примерно в 1555 году, но сама она была построена только в период между 1565 и 1571—1572 годами, когда Кара Ахмед-паша был полностью реабилитирован.

## Архитектура
Двор-колодец мечети окружают отдельные комнаты медресе и дершане или главная учебная комната. Портик украшает яблочно-зелёная и жёлтая плитка, а восточную стену молельного зала — синяя и белая. Эти плитки датируются серединой XVI века. Купол имеет диаметр в 12 метров и покоится на шести колоннах из красного гранита. Деревянный потолок одной из трёх (западной) галерей искусно окрашен в красный, синий, золотой и чёрный цвета. Мечеть является последним имперским зданием в Стамбуле, которое было украшено плиткой, декорированной техникой Cuerda seca («чёрной линии»). Более поздние постройки украшались изразцами с прозрачной глазурью.

## Галерея

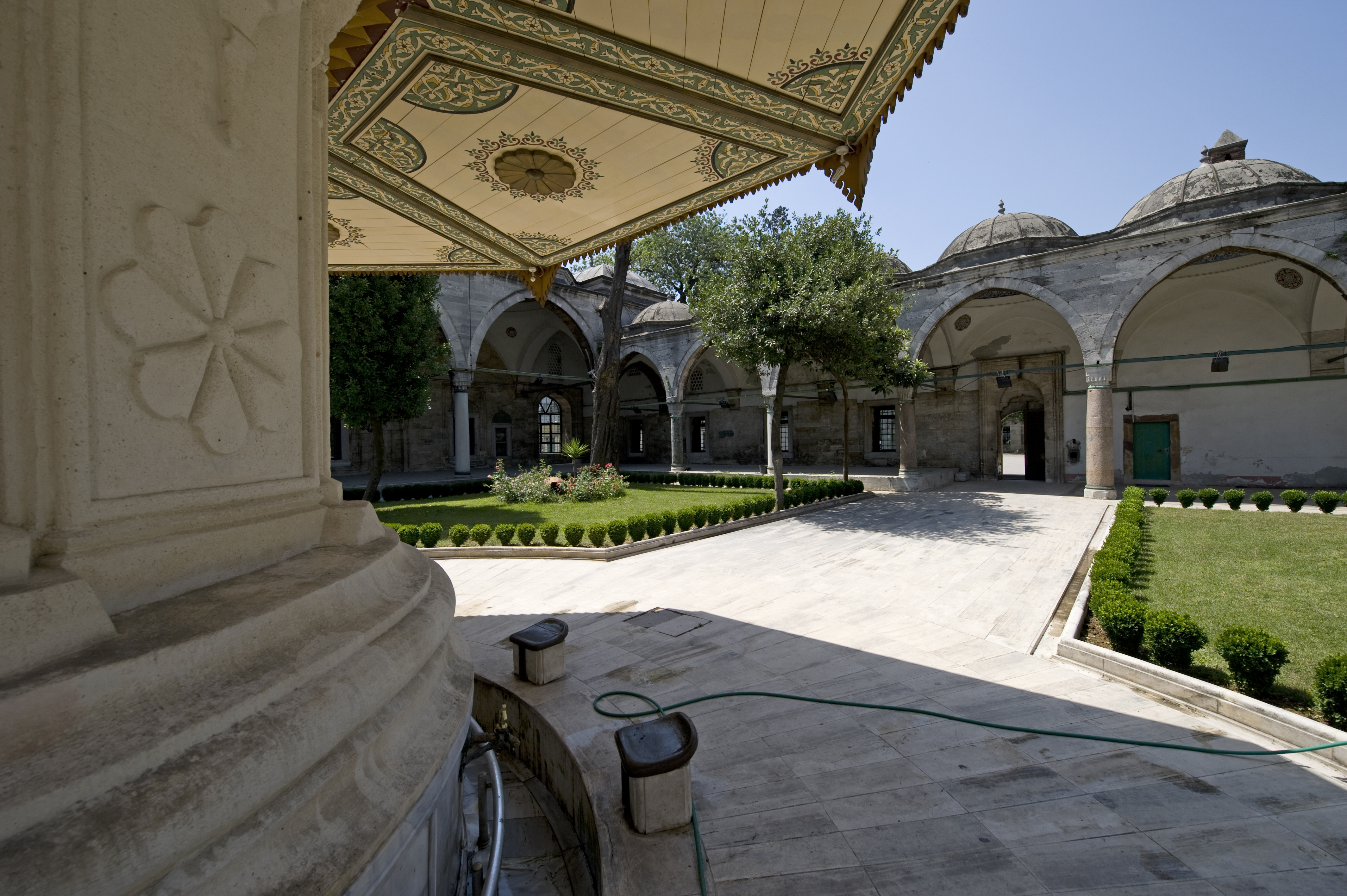
Внутренний двор мечети с фонтаном для омовения
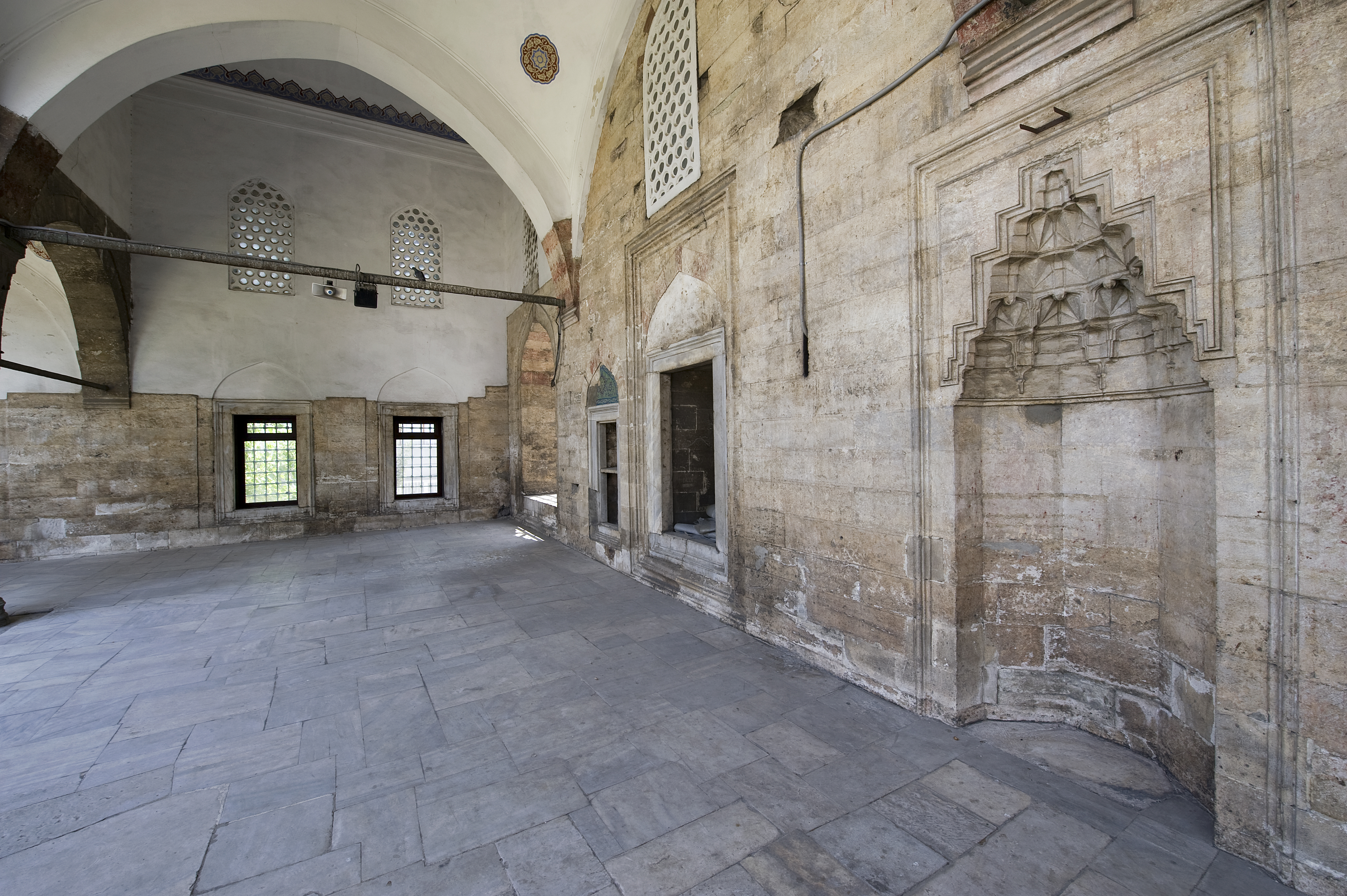
Портик
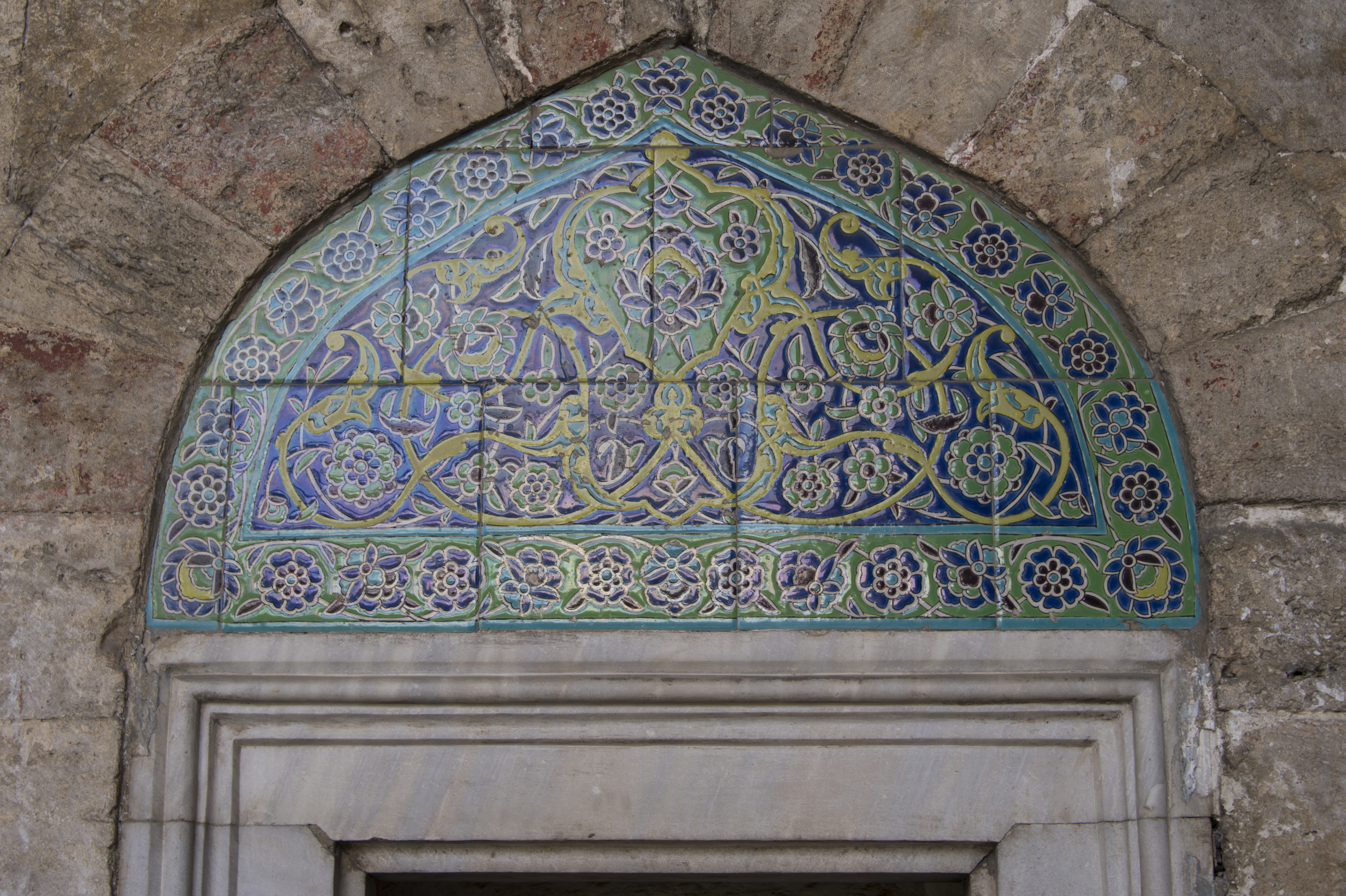
Изникская плитка, украшающая портик
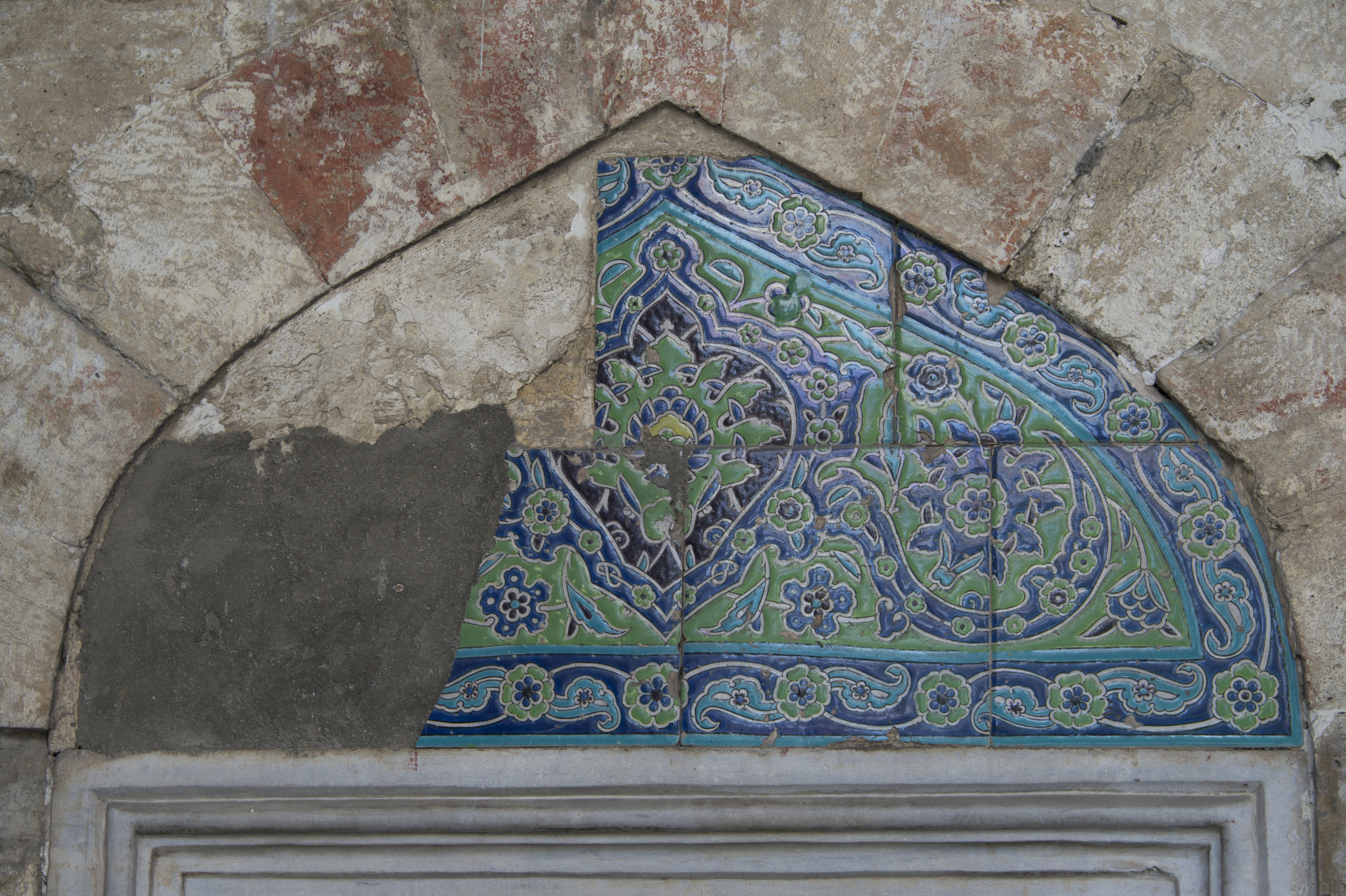
Изникская плитка, украшающая портик
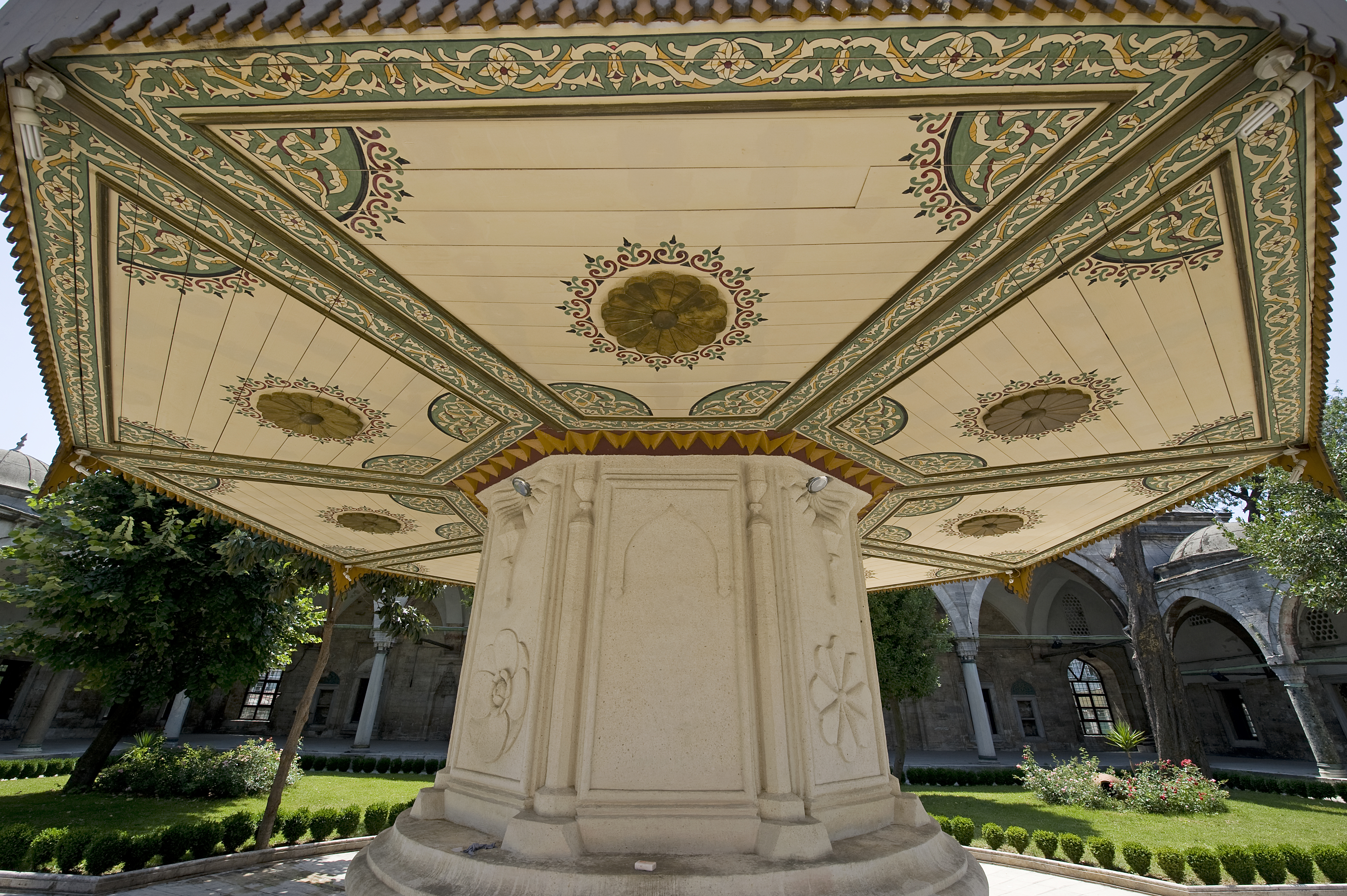
Шадирван (фонтан для омовения)
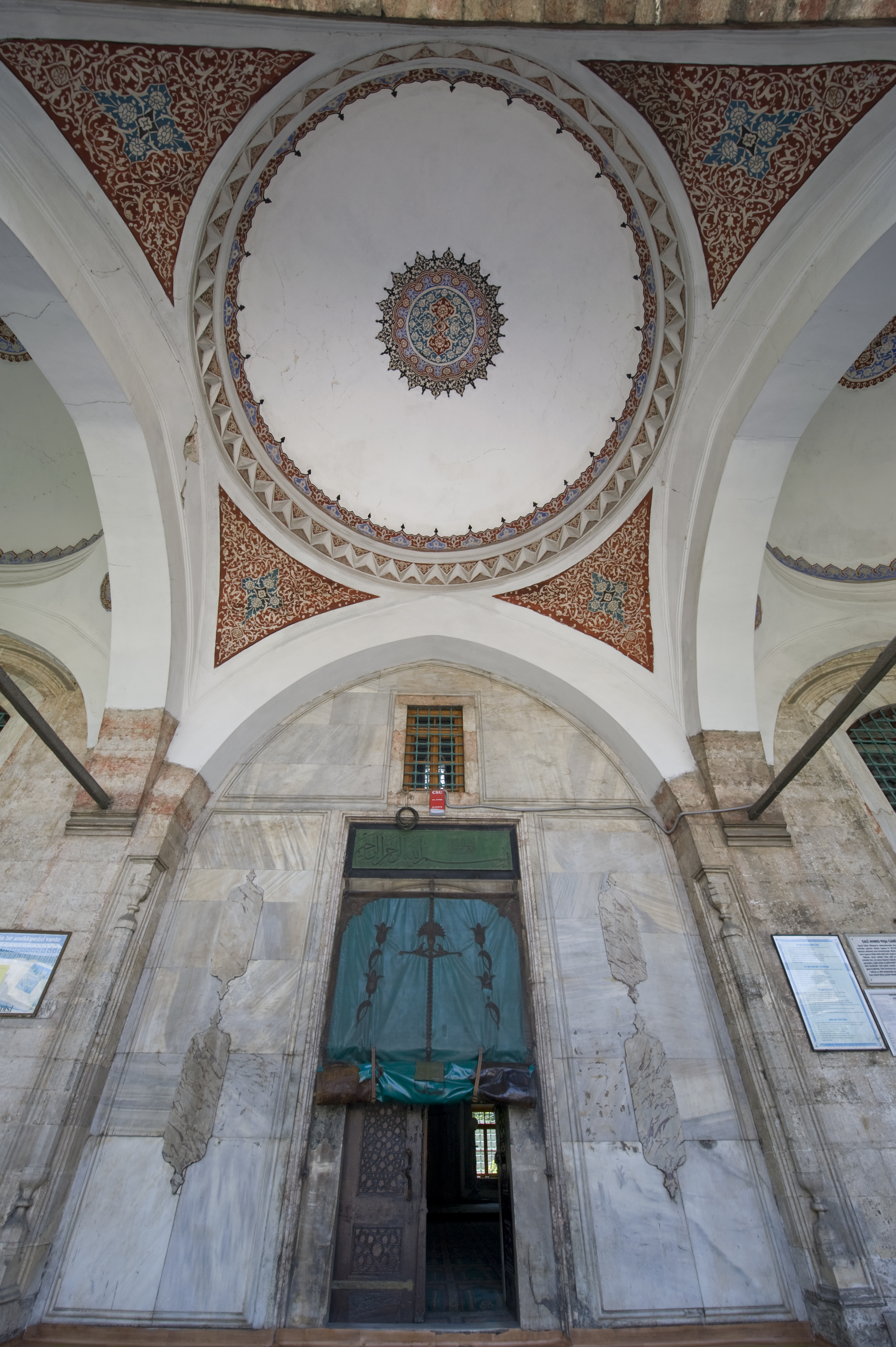
Вход в мечет снаружи
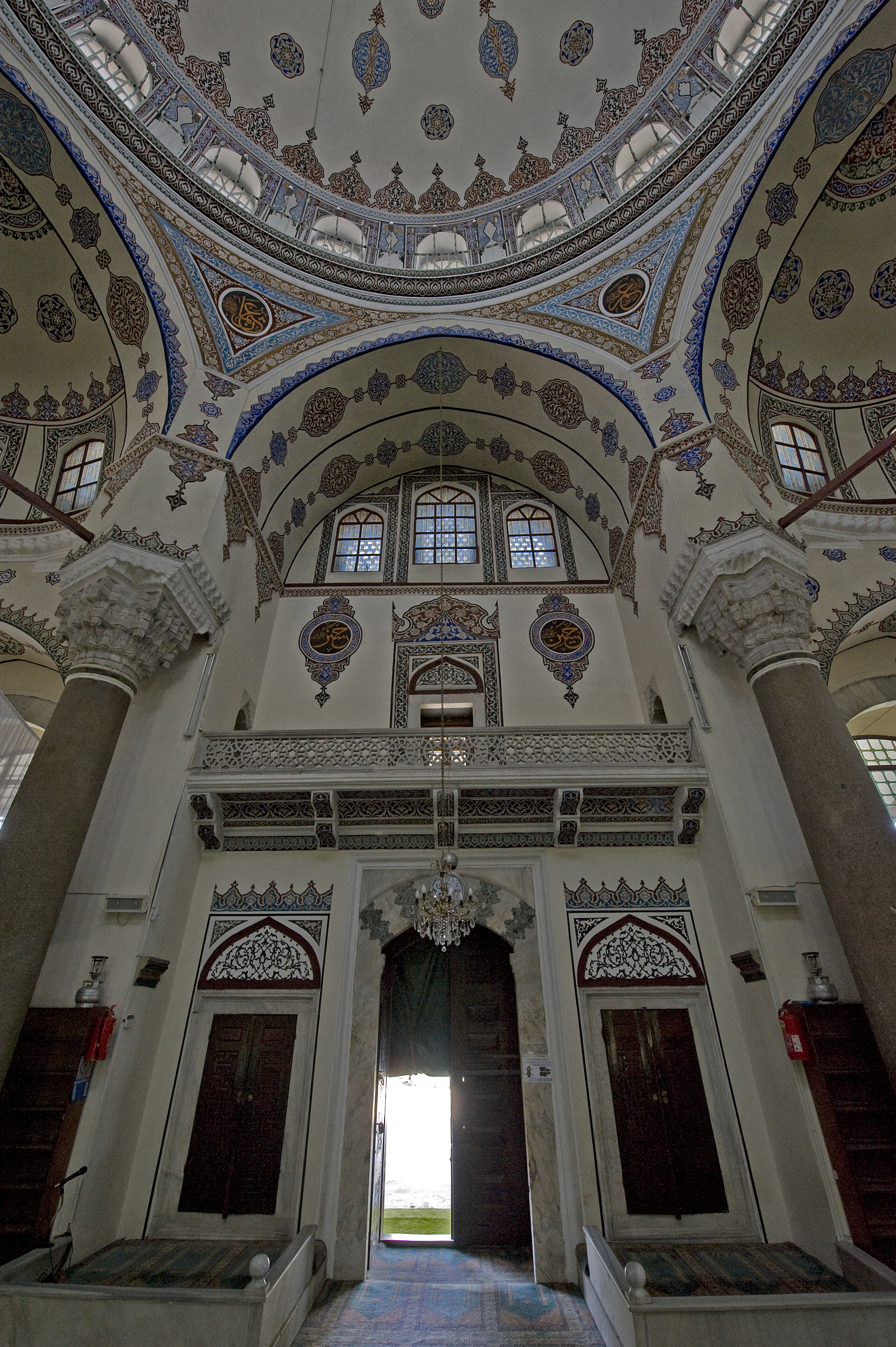
Вход в мечеть изнутри
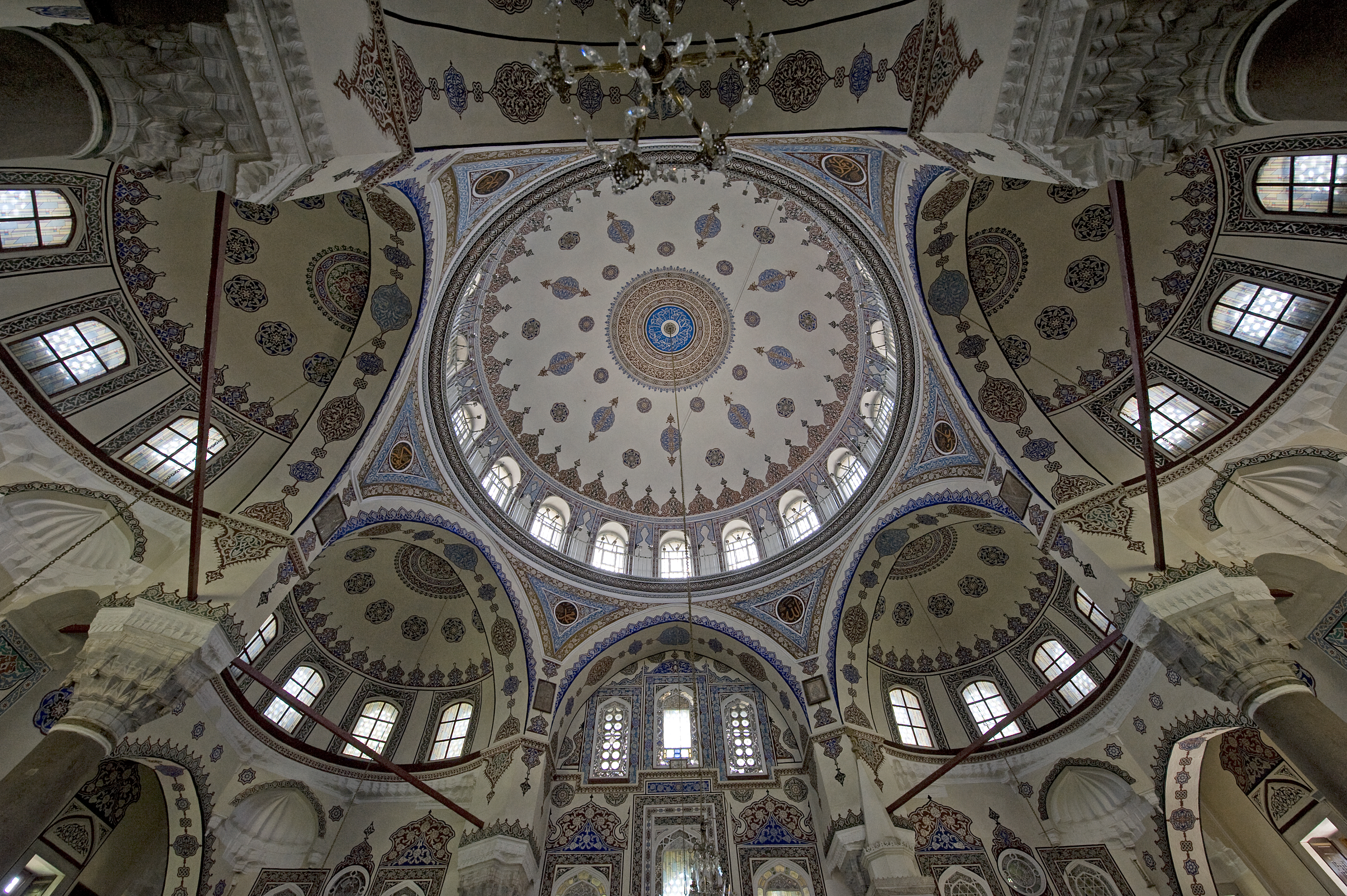
Купола мечети
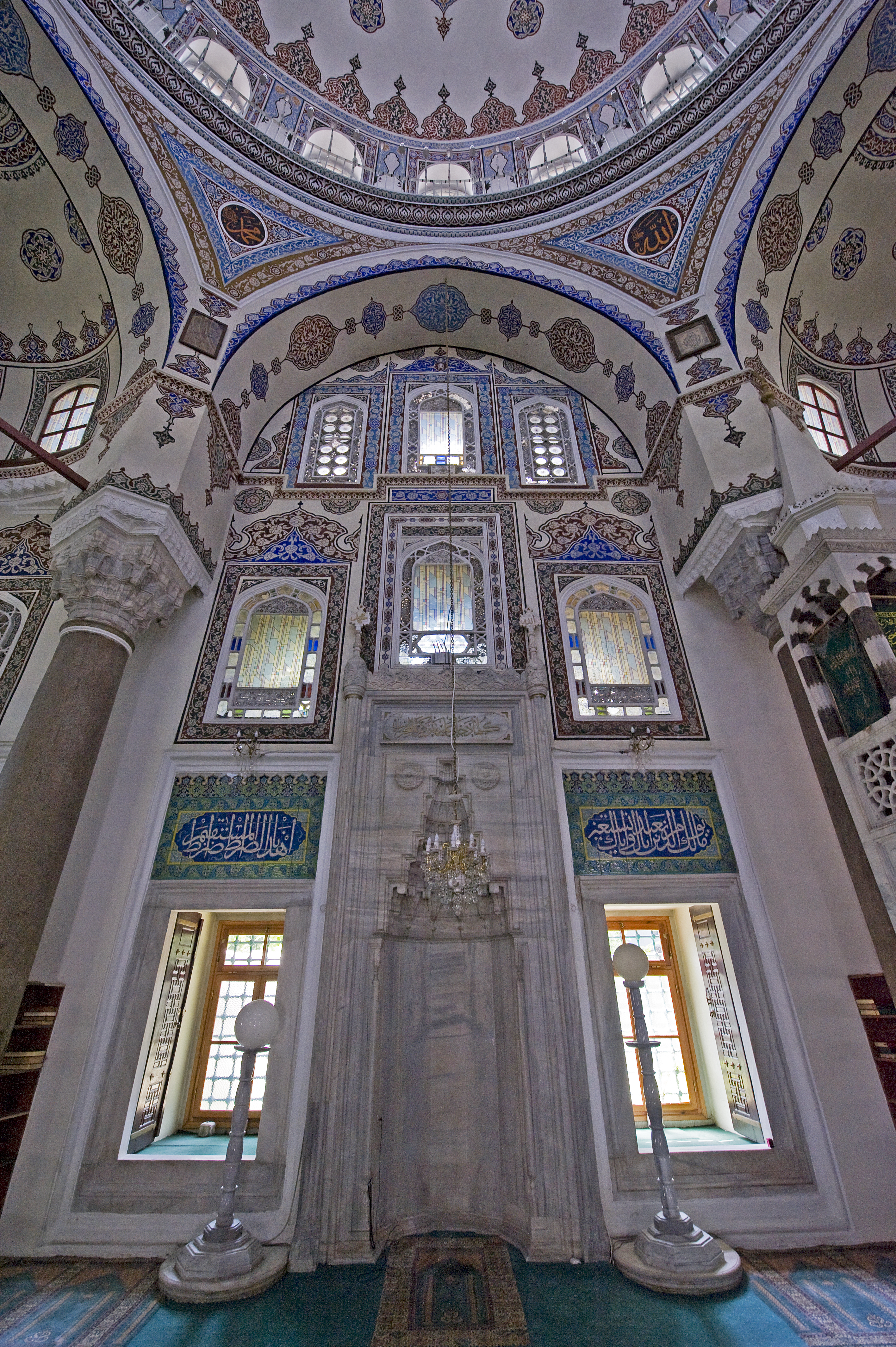
Михраб
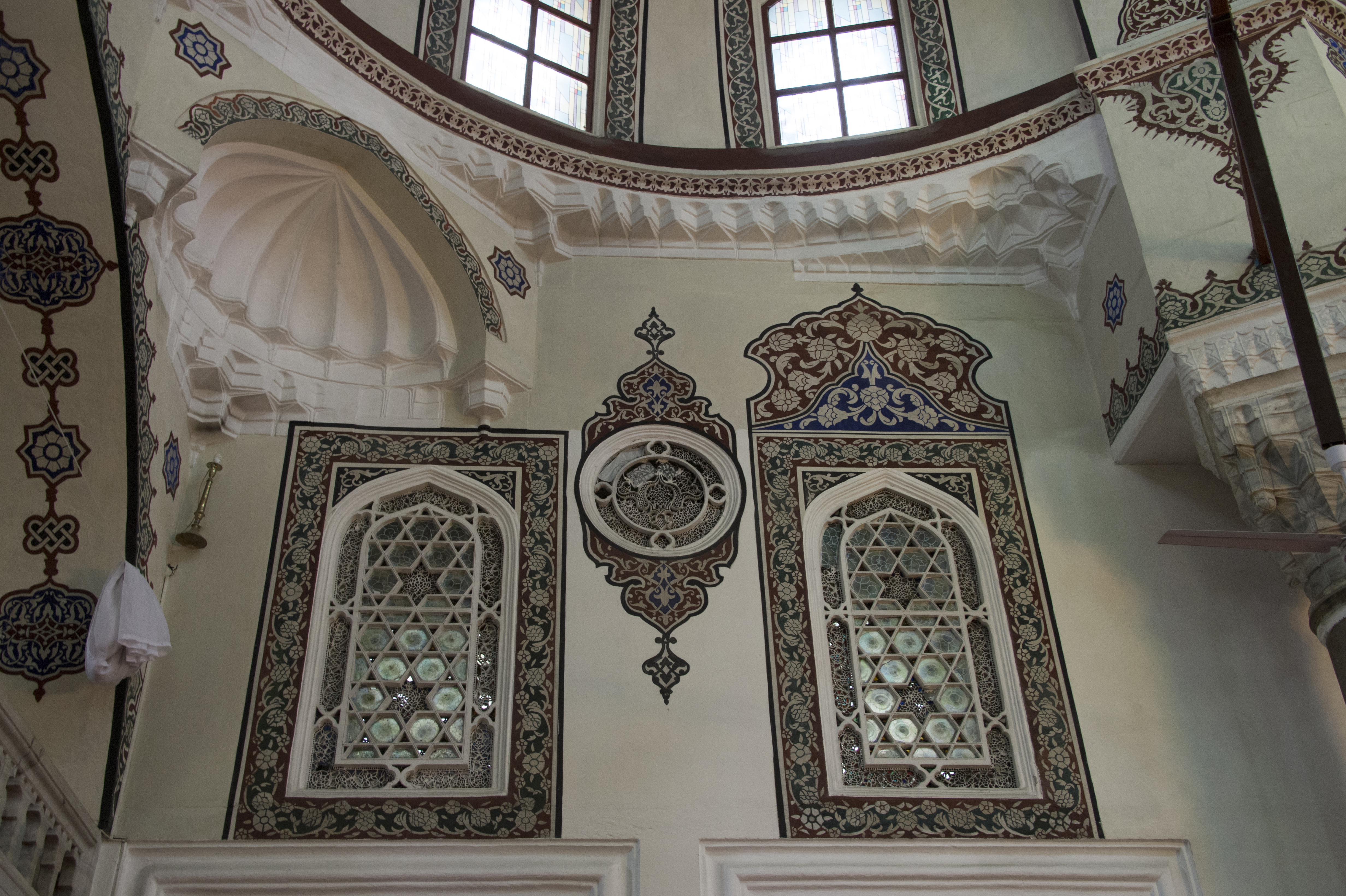
Конха под полукуполом
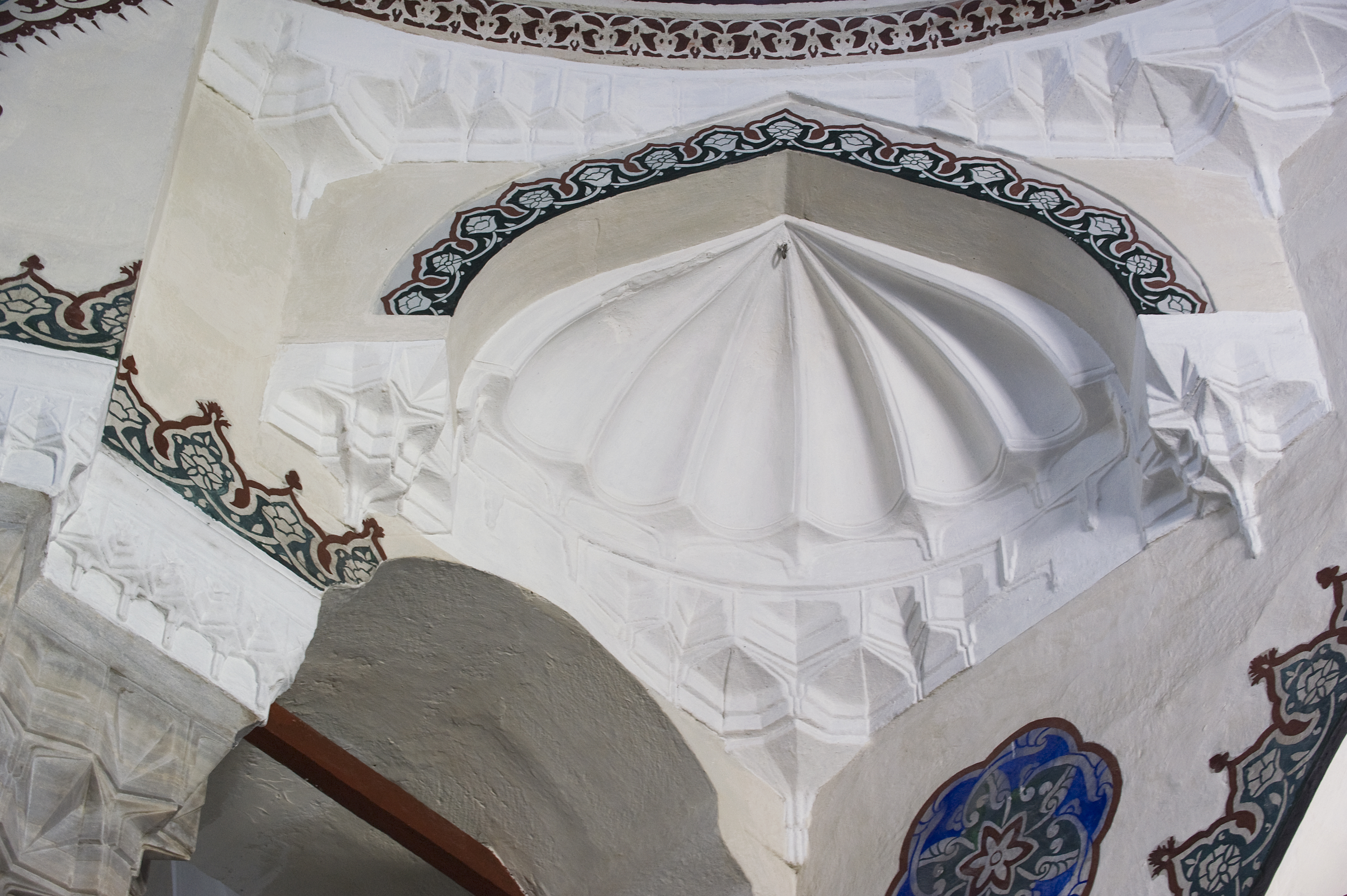
Конха
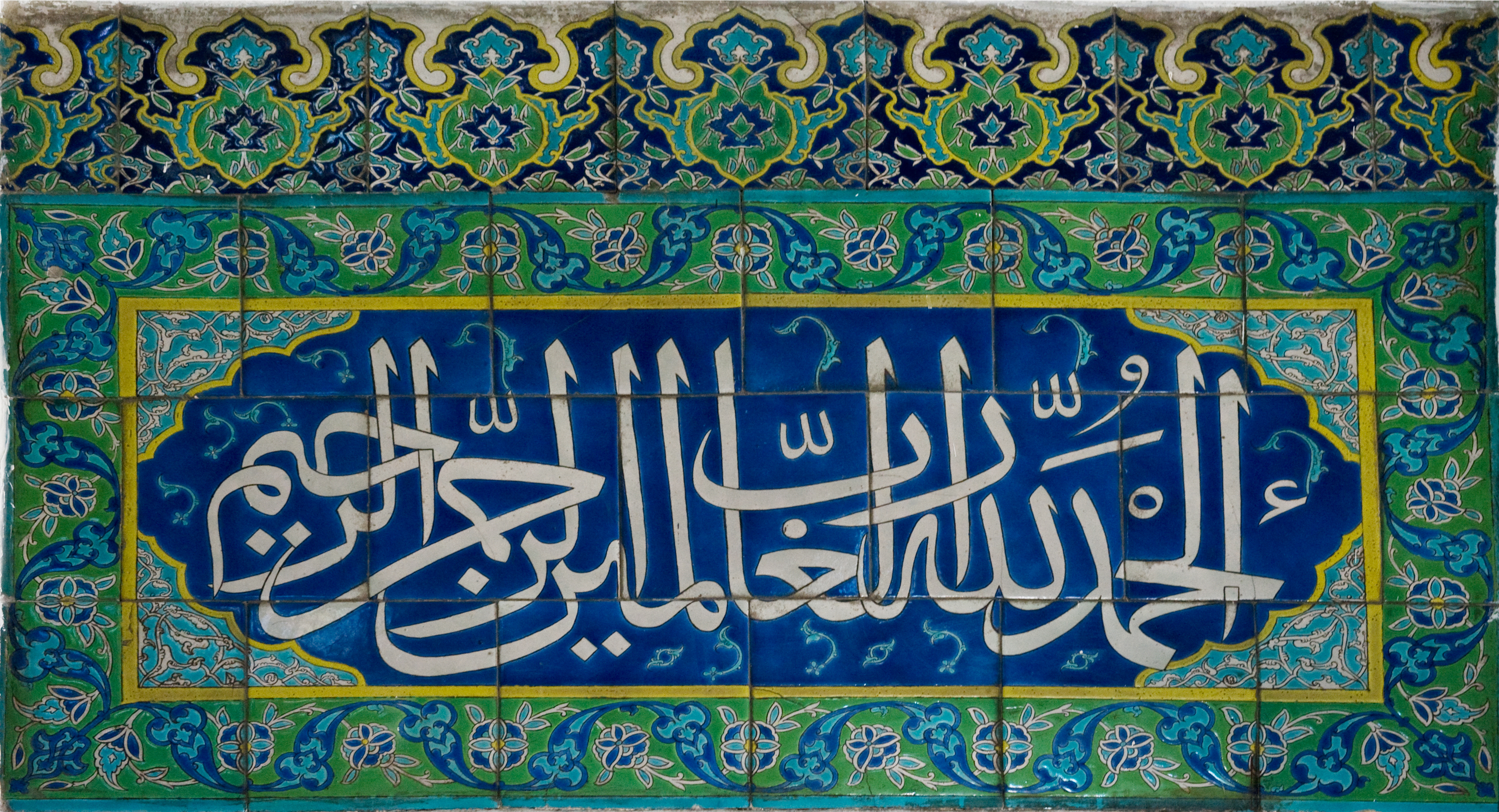
Изникская плитка с каллиграфической надписью
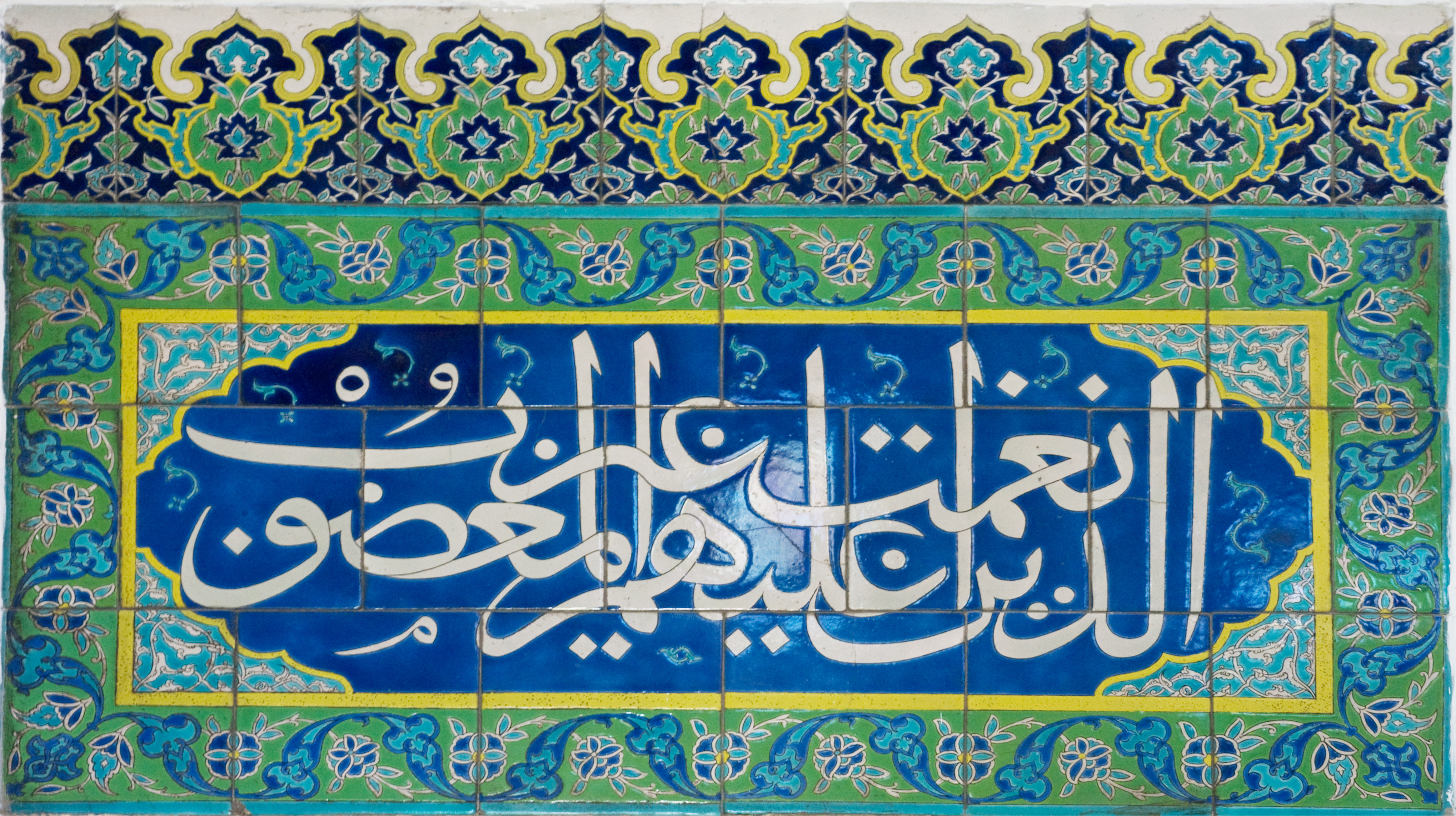
Изникская плитка с каллиграфической надписью
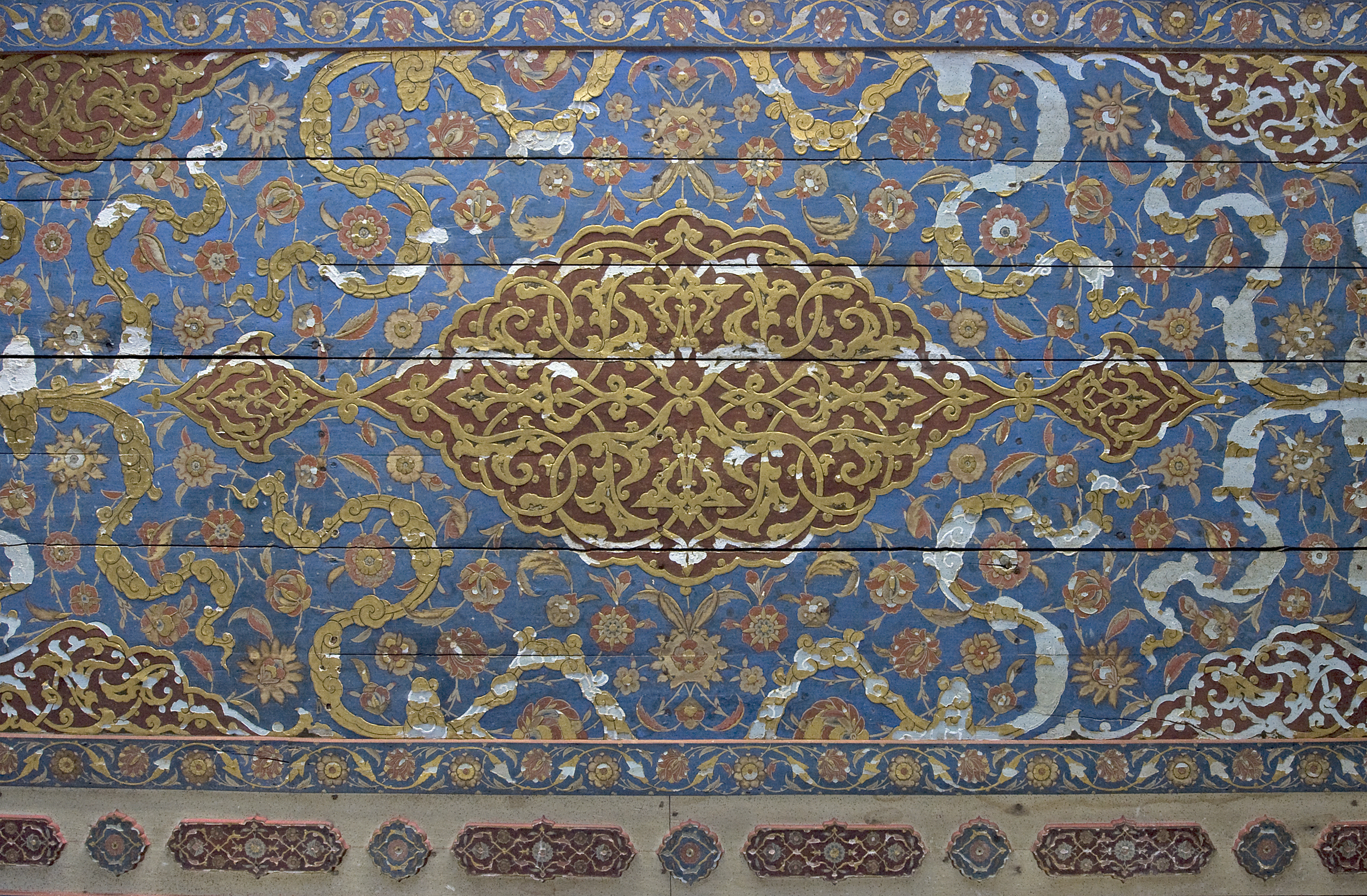
Арабески на потолке западной галереи
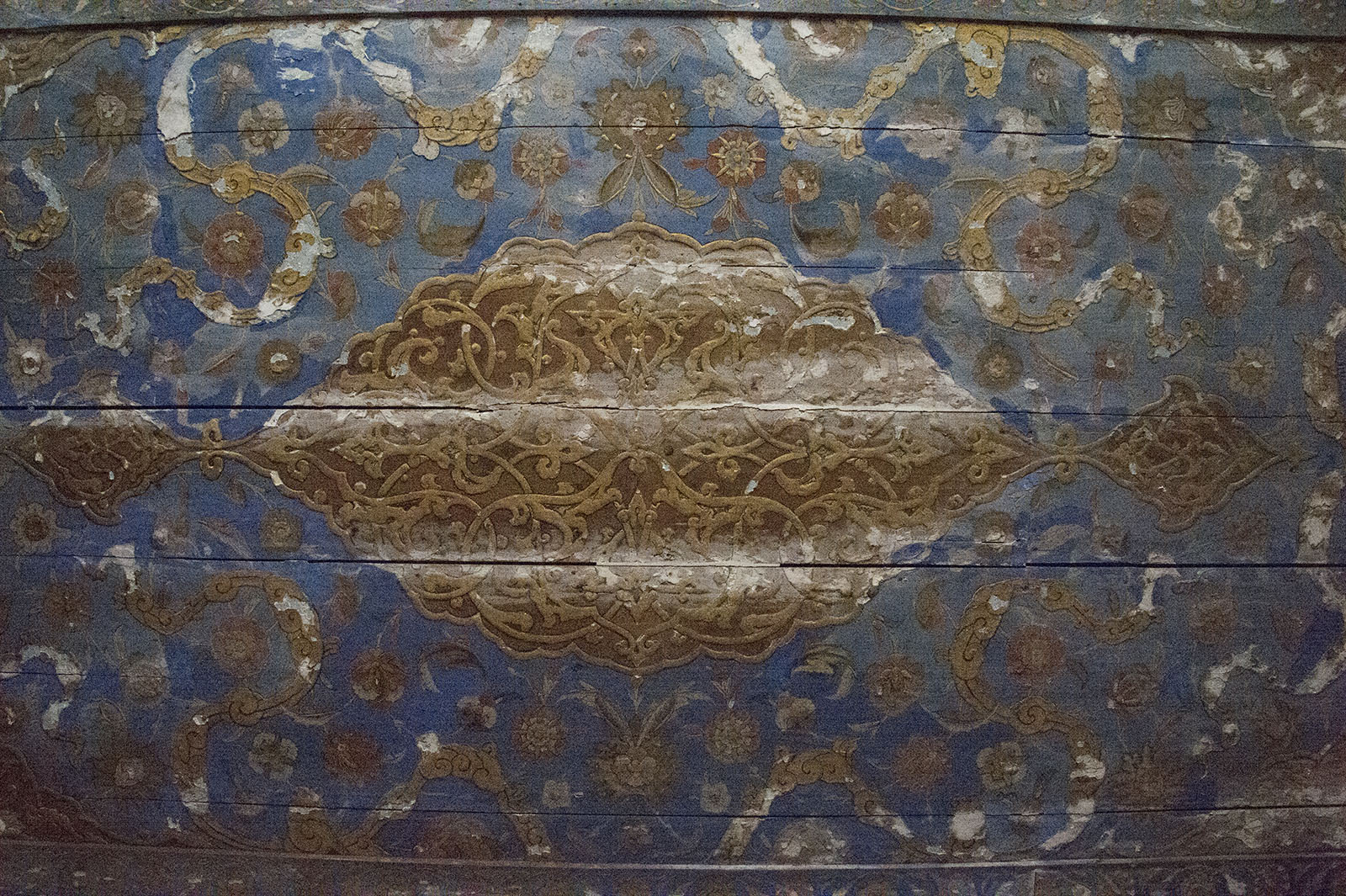
Арабески на потолке западной галереи
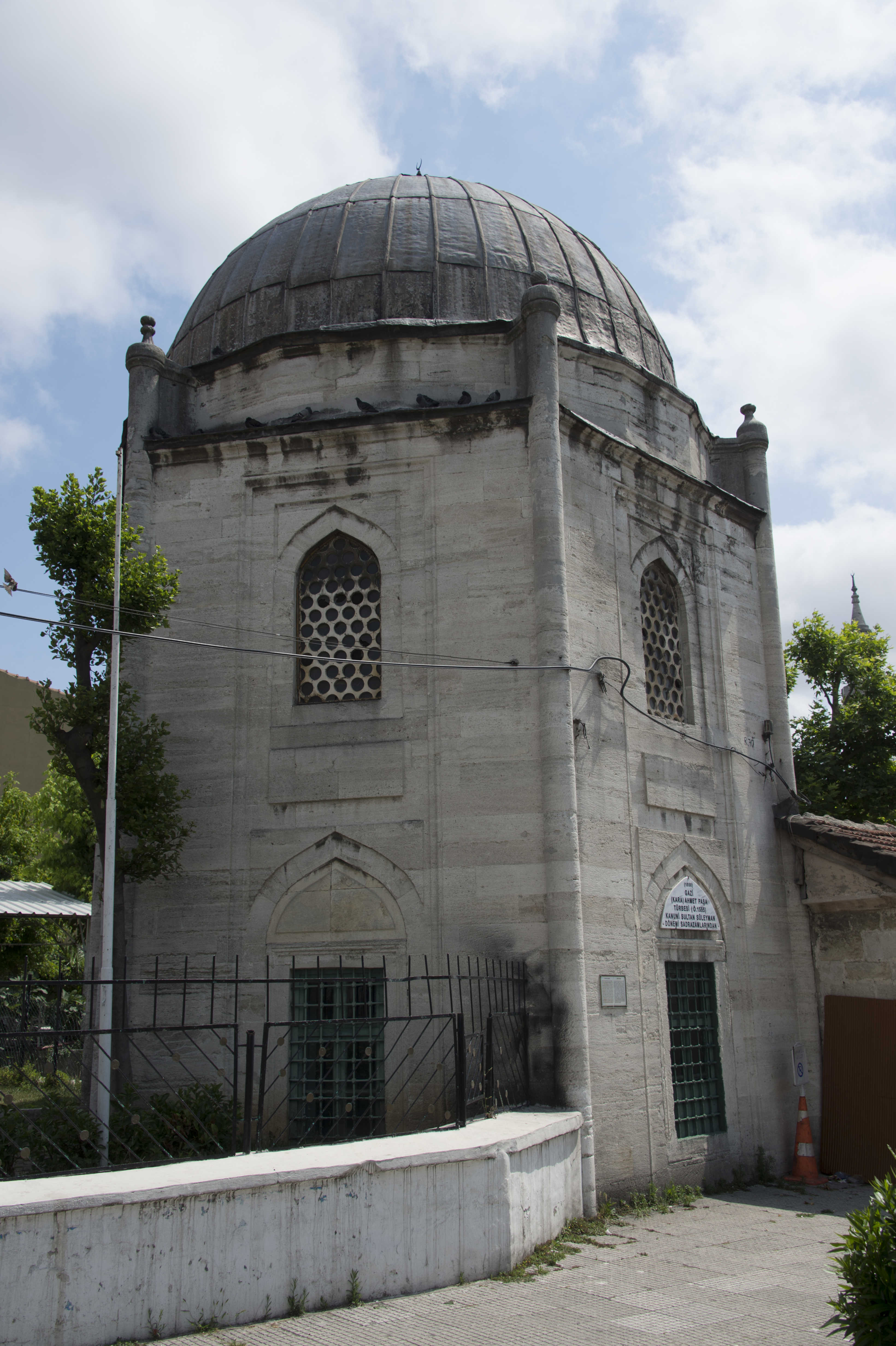
Мавзолей Кара Ахмед-паши, возведённый в 1558 году